# Moine (Fluss)
Die Moine ist ein Fluss in Frankreich, der hauptsächlich in der Region Pays de la Loire verläuft. Sie entspringt zwar im Gemeindegebiet von Mauléon, in der Nachbarregion Nouvelle-Aquitaine, verlässt diese jedoch bereits nach wenigen Kilometern, entwässert generell in nordwestlicher Richtung und mündet nach rund 69 Kilometern im Stadtgebiet von Clisson als rechter Nebenfluss in die Sèvre Nantaise.
Auf ihrem Weg berührt die Moine die Départements Deux-Sèvres, Maine-et-Loire und Loire-Atlantique.

## Orte am Fluss
- Maulévrier
- Cholet
- La Séguinière
- Roussay
- Montfaucon-Montigné
- Saint-Crespin-sur-Moine
- Clisson